# Pradera (ort)
Pradera är en ort i Colombia.   Den ligger i departementet Valle del Cauca, i den centrala delen av landet, 270 km sydväst om huvudstaden Bogotá. Pradera ligger 1 054 meter över havet och antalet invånare är 44 630.
Terrängen runt Pradera är varierad, och sluttar västerut. Runt Pradera är det ganska tätbefolkat, med 149 invånare per kvadratkilometer. Närmaste större samhälle är Palmira, 14,7 km norr om Pradera. I omgivningarna runt Pradera växer i huvudsak städsegrön lövskog.